# نوبوهيتو تورييدزكا
نوبوهيتو تورييدزكا (باليابانية: 鳥居塚 伸人) (7 أغسطس 1972 في مايه-باشي في اليابان – )؛ هو لاعب كرة قدم ياباني سابق كان يلعب كلاعب وسط.

## وصلات خارجية
- نوبوهيتو تورييدزكا على موقع رابطة كرة القدم اليابانية للمحترفين (اليابانية)
- نوبوهيتو تورييدزكا على موقع قاعدة بيانات كرة القدم.إي يو (الإنجليزية)
- نوبوهيتو تورييدزكا على موقع Soccerway.com (الإنجليزية)
- نوبوهيتو تورييدزكا على موقع عالم كرة القدم.نت (الإنجليزية)